# Уриса, Рубен
Рубен Уриса Кастро (исп. Rubén Uriza Castro, 27 мая 1919 — 30 августа 1992) — мексиканский хинете, олимпийский чемпион.
Рубен Уриса Кастро родился в 1919 году в Сьюдад-де-Уицуко.
В 1948 году на Олимпийских играх в Лондоне он на лошади Атуэй завоевал медали в конкуре (золотую — в командном первенстве, и серебряную — в личном).